# جويس كولينز
جويس كولينز (بالإنجليزية: Joyce Collins)‏ هي عازفة بيانو ومغنية أمريكية، ولدت في 5 مايو 1930، وتوفيت في 3 يناير 2010.

## روابط خارجية
- جويس كولينز على موقع IMDb (الإنجليزية)
- جويس كولينز على موقع أول ميوزيك (الإنجليزية)
- جويس كولينز على موقع ديسكوغز (الإنجليزية)